# ISO 18404
De ISO 18404:2015 is een ISO-norm die is bedoeld om de vereiste competenties te verduidelijken voor personeel en organisaties in Six Sigma, Lean en Lean Six Sigma.

## Inleiding
De ISO 18404 is de internationale norm die bedoeld is om de vereiste competenties te verduidelijken voor personeel en organisaties in Six Sigma, Lean en Lean Six Sigma. De organisatie ISO (Genėve) staat in voor het opstellen en beheren van duizenden verschillende normen. De meeste hiervan zijn productgericht, maar enkele normen slaan op generieke managementsystemen. Verreweg de bekendste is de ISO 9001, welke slaat op het managementsysteem voor kwaliteit.
De ISO 18404-norm is een document dat onlosmakelijk verbonden is met de ISO 13053-norm. De volgende documenten zijn verbonden aan de ISO 13053-norm:
ISO 13053-1, Quantitative methods in process improvement – Six Sigma – Part 1: DMAIC methodology
ISO 13053-2, Quantitative methods in process improvement – Six Sigma- Part 2: Tools and techniques 
De norm is opgezet om te verduidelijken over welke competenties organisaties en personeel moeten beschikken in Six Sigma, Lean en Lean Six Sigma. Voor deze norm was er geen universele standaard over de competenties van bijvoorbeeld een Black Belt. Bijvoorbeeld, een organisatie plaatst een vacature voor een Six Sigma Black Belt, hoe kan de organisatie er dan zeker zijn van het vermogen van een Black Belt? De ISO 18404-norm helpt bij het beantwoorden van zo een vraag.
Er heeft veel discussie plaatsgevonden over de aard van Six Sigma en Lean, de overeenkomsten en de verschillen. Er is gediscussieerd over de inhoud, overlapping, toepassing, superioriteit en doel van de twee benaderingen. Er zijn verschillende combinaties ontstaan, veel daarvan gaan onder de naam ‘Lean Six Sigma’. Six Sigma en Lean hebben een gemeenschappelijk toepassingsgebied, namelijk procesoptimalisatie. Lean legt de focus op het reduceren van verspilling en Six Sigma legt de focus op het reduceren van variatie.

## Geschiedenis
In 2015 heeft de organisatie ISO de ISO 18404-norm uitgegeven. Daarvoor was er geen universele standaard over wat een Green Belt of Black Belt moest kennen en kunnen. De ISO 18404-norm is een afgeleide van de ISO 13053-norm. Waar de ISO 13053 zich meer richt op Six Sigma, richt de ISO 18404 zich meer op Lean. 

## Toepassing
Een ISO 18404 wordt veelal toegepast door organisaties die processen willen optimaliseren. Medewerkers worden opgeleid tot Lean Management Practitioner (Green Belt) of Lean Management Expert (Black Belt). 
De Lean Management Practitioner participeert in verbetertrajecten en leidt kleine tot middelgrote verbetertrajecten. De Lean Management Expert leidt grote verbetertrajecten waarin deze wordt ondersteund door Lean Management Practitioners. Wanneer een individu beschikt over een Lean Management Practitioner of Lean Management Expert certificaat toont deze aan te beschikken over de benodigde kennis en kunde om verbetertrajecten te leiden of hierin te participeren. 

## ISO 18404:2015 standaard
Op 1 december 2015 is de ISO 18404-norm gepubliceerd. In Nederland heet de norm officieel ‘ISO 18404:2015 en’. De norm geeft een standaard voor de competenties waarover personeel of een organisatie moet beschikken in Six Sigma, Lean en Lean Six sigma. 
De structuur van ISO18404:2015 is als volgt:
- Hoofdstuk 0: Voorwoord & introductie
- Hoofdstuk 1: Toepassingsgebied (Scope)
- Hoofdstuk 2: Normatieve verwijzingen
- Hoofdstuk 3: Termen, definities en afkortingen
  - 3.1: Termen en definities
  - 3.2: Afkortingen
- Hoofdstuk 4: Competenties van personeel in relatie tot Six Sigma, Lean en Lean Six Sigma
  - 4.1: Onderwijs en training
  - 4.2: Vaardigheden en competenties
    - 4.2.1: Six Sigma
    - 4.2.2: Lean
    - 4.2.3: “Lean & Six Sigma”

  - 4.3: Ervaring
- Hoofdstuk 5: Toereikendheid van een organisatie in relatie tot Six Sigma, Lean of Lean Six Sigma
  - 5.1: Algemeen
  - 5.2: Toereikendheid van de organisatie haar Six Sigma, Lean of “Lean & Six Sigma” strategie
  - 5.3: Toereikendheid van de organisatie haar Six Sigma, Lean of “Lean & Six Sigma” architectuur
  - 5.4: Toerekendheid van de vaardigheden en competenties van belangrijke personeelsleden
- Hoofdstuk 6: Capaciteit management
- Bijlage A: Six Sigma
- Bijlage B: Lean
- Bijlage C: “Lean & Six Sigma”

## Voortgaande versies
Van deze ISO-norm zijn geen voorgaande versies.

## Certificatie
Certificatie houdt in dat een externe, onafhankelijk partij vaststelt of er aan bepaalde eisen wordt voldaan. Bij ISO 9001 voert een certificatie-instelling (CI) een audit uit en verstrekt een ISO 9001 certificaat wanneer het kwaliteitssysteem aan de eisen voldoet. ISO 18404 is geen beschermde titel en kan daarom vrij worden uitgegeven. Iedereen mag een ISO 18404 certificaat uitgeven. Het is bij certificering van belang om te letten op de volgende punten:
1. Is de training conform de Body of Knowledge zoals genoemd in de ISO 18404-norm
2. De reputatie van de certificerende instantie
3. Beoordelingen van de certificerende instantie

De ISO 13053-norm geeft voorbeelden van een trainingsprogramma voor Lean Six Sigma Green Belt en Lean Six Sigma Black Belt:
1. Lean Six Sigma Green Belt: vijf trainingsdagen (40 uur)
2. Lean Six Sigma Black Belt: vijf trainingsweken van vier trainingsdagen (160 uur)

In de ISO 18404-norm worden geen trainingsdagen gespecificeerd voor Lean Management. Wanneer eenmaal een certificaat is behaald is het niet nodig om deze te vernieuwen. 